# Bedouin (Schiff)
HMS Bedouin (Schiffskennung: F67, G67, L67) war ein Zerstörer der (zweiten) Tribal-Klasse der britischen Royal Navy.

Nach Einsätzen in Narvik, vor Norwegen, im Nordatlantik und im Nordmeer wurde die HMS Bedouin am 15. Juni 1942 im Mittelmeer bei der Sicherung eines Versorgungskonvois nach Malta durch italienische See- und Luftstreitkräfte versenkt.

## Geschichte des Schiffes
Das Schiff wurde am 13. Januar 1937 auf der Werft von William Denny and Brothers in Dumbarton auf Kiel gelegt, am 21. Dezember 1937 als zweiter von der Werft gebauter Tribal-Zerstörer vom Stapel gelassen und am 15. März 1939 bei der Home Fleet in Dienst gestellt. Sie wurde der 6. Zerstörerflottille zugeteilt und in Portland stationiert, von wo aus das Schiff die Ausbildung der Besatzung im Ärmelkanal und auf den Zuwegen zu den britischen Inseln vervollständigte. Anfang Juni suchte das Schiff mit anderen Einheiten der Flottille nach dem in der Irischen See verlorengegangenen Unterseeboot Thetis. Im August 1939 verlegte die Bedouin mit den Einheiten der Flottille zur vorgesehenen Kriegsbasis nach Scapa Flow.

### Kriegseinsätze
Die Aufgaben der Flottille nach dem Kriegsbeginn war die Sicherung der Schiffe der Home Fleet bei Einsätzen und gelegentlich die Suche nach deutschen Handelsschiffen, welche ihre Heimat zu erreichen suchten.
Ab Ende Januar 1940 bis Mitte März wurde die Bedouin auf einer Werft in Newcastle upon Tyne überholt, da sich Defekte häuften.
Am Abend des 7. April 1940 ging sie nach den Meldungen über die deutschen Operation vor Norwegen mit dem Kern der Home Fleet (die Schlachtschiffe Rodney und Valiant und der Schlachtkreuzer Repulse) unter Admiral Forbes von Scapa in die Shetland-Norwegen-Enge aus; die Bedouin bildete mit den Schwesterschiffen Punjabi und Eskimo sowie sieben weiteren Zerstörer den Sicherungsschirm des Verbandes, dem sich noch der französische Kreuzer Emile Bertin mit zwei französischen Zerstörern anschloss. Auf die Notmeldung des von den Deutschen angegriffenen Zerstörers Glowworm detachierte Forbes am 8. die Repulse mit dem Kreuzer Penelope und den Zerstörern Bedouin, Punjabi, Eskimo, Kimberley gegen die Admiral Hipper, die allerdings schon nach Trondheim gelaufen war. Der Repulse-Verband wurde weiter nach Norden zur vor den Lofoten stehenden Renown geschickt.

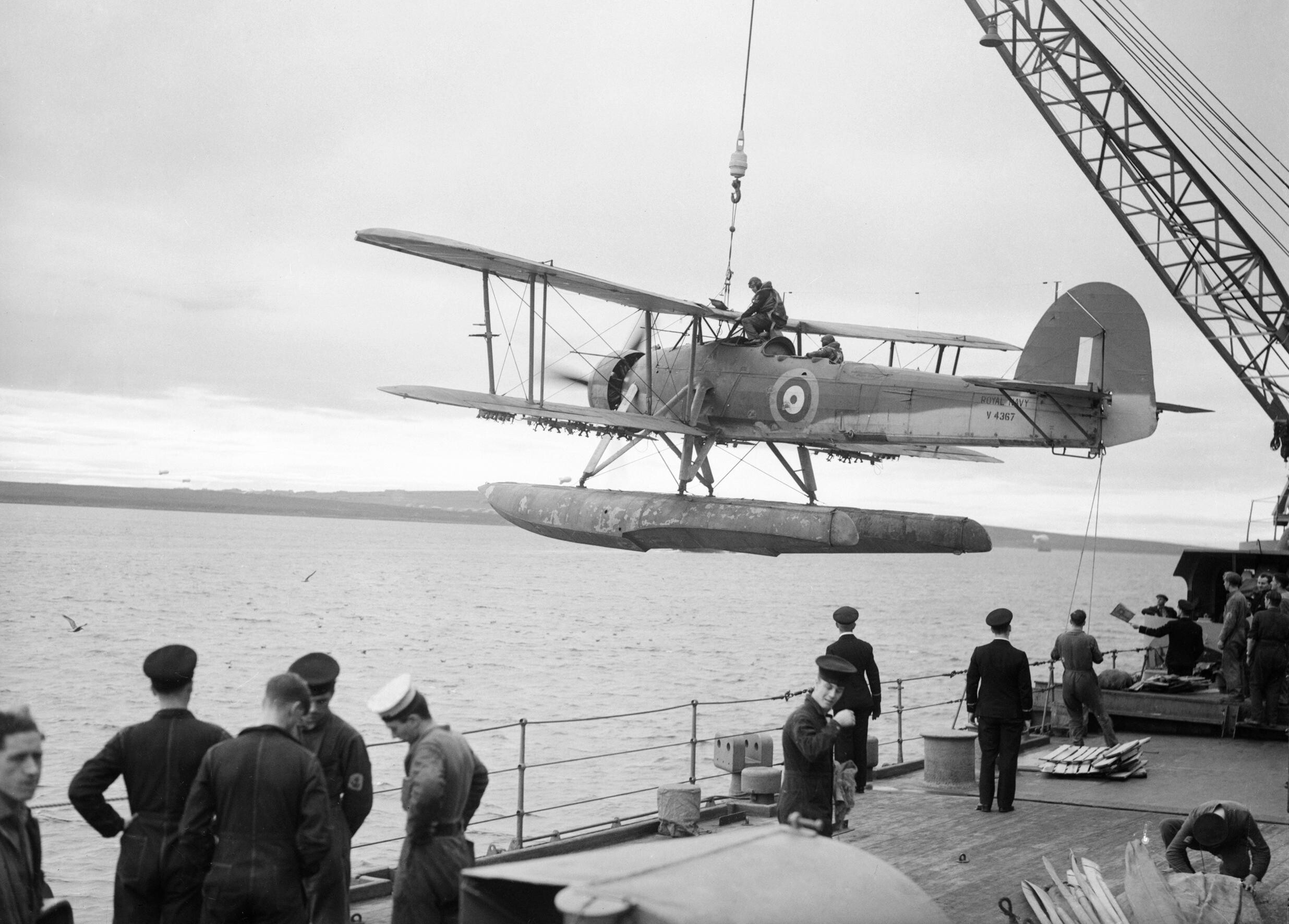
Swordfish-Schwimmerflugzeug

Am 13. April gehörte die Bedouin zu dem alliierten Flottenverband, der die in Narvik verbliebenen deutschen Zerstörer angriff. Das Schlachtschiff Warspite und weitere acht Zerstörer Foxhound, Forester, Hero, Icarus, Kimberley sowie die Schwesterschiffe Bedouin, Punjabi, Eskimo und Cossack liefen, unterstützt vom Bordflugzeug der Warspite, einem Fairey-Swordfish-Schwimmerflugzeug, in den norwegischen Hafen, um die verbliebenen acht deutschen Zerstörer zu vernichten, denen es an Treibstoff und Munition nach dem ersten Gefecht vom 10. mit der 2. britischen Zerstörer-Flottille (fünf Boote der H-Klasse) mangelte.
Der erste Erfolg gelang der Swordfish, die U 64 versenkte und den Verband vor der versteckt wartenden Erich Koellner warnte, die von Warspite, Bedouin und Eskimo versenkt wurde. Im folgenden Gefecht mit den fünf einsatzbereiten deutschen Zerstörern erlitt die Bedouin leichte Schäden. Die deutschen Zerstörer zogen sich nach dem weitgehenden Verbrauch ihrer Munition zurück und versenkten sich schließlich selbst. Die Bedouin geleitete die schwerst beschädigte Eskimo, die durch einen Torpedo der Georg Thiele ihr Vorschiff verloren hatte, zusammen mit Hostile und Ivanhoe zum Skelfjord gebracht, wo die Royal Navy eine behelfsmäßige Reparaturstelle eingerichtet hatte. Kern der provisorischen Basis war der aufgebrachte deutsche Frachter Alster, der als Schiff der Ausfuhrstaffel die deutschen Zerstörer in Narvik versorgen sollte, aufgebracht worden war und jetzt für die Behelfsreparatur des britischen Kreuzer Penelope genutzt wurde.

Am 4. Mai war die weiter vor Norwegen eingesetzte Bedouin an der Rettung der Überlebenden der von der Luftwaffe im Ofotfjord versenkten Grom mit Aurora, Enterprise und der Faulknor beteiligt. Anschließend ging die Bedouin zurück nach Großbritannien und wurde in Glasgow überholt, um zum Ende der alliierten Operationen in Norwegen wieder einsatzbereit zu sein.

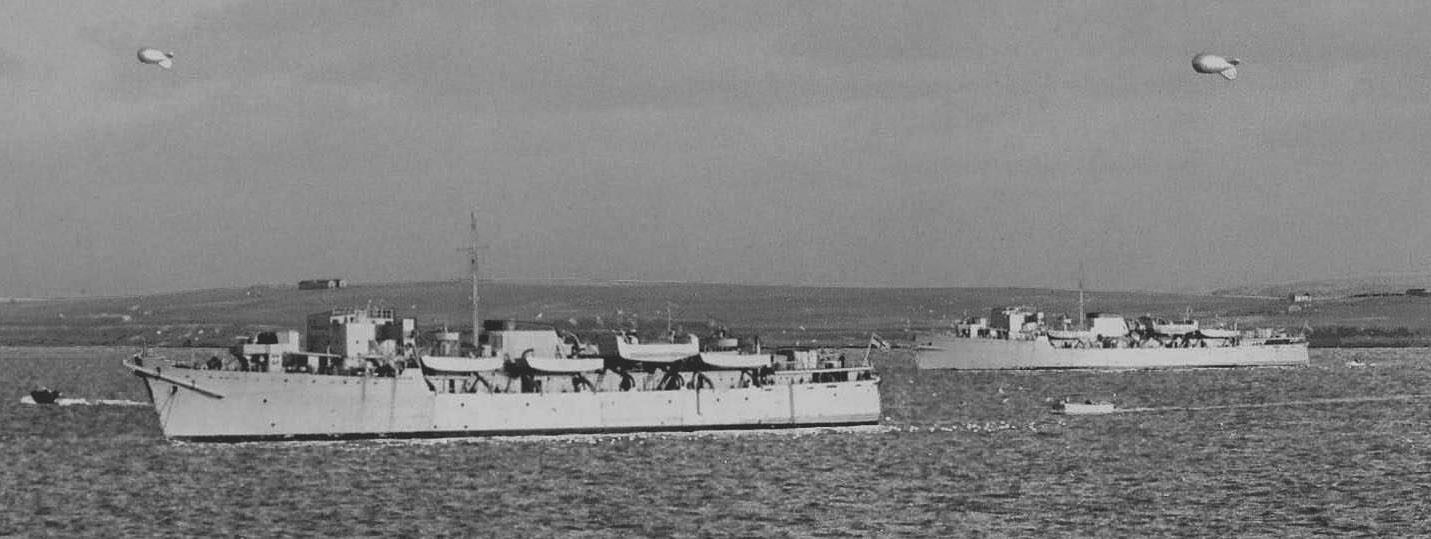
Die beiden als Landungsschiffe eingesetzten niederländischen Kanalfähren

In der zweiten Jahreshälfte erledigte die Bedouin meist Routinedienst bei der Home Fleet. Im Rahmen der Werftliegezeiten erhielt das Schiff erstmals eine Radarausrüstung und die 120-mm-Zwillingslafette auf der X-Position wurde gegen ein 102-mm-Zwillingsgeschütz getauscht, um die Luftabwehr zu verstärken.

Am 21. März 1941 nahm die Bedouin mit den Schwesterschiffen Somali, Eskimo und Tartar sowie dem Zerstörer Legion und den Landungsschiffen Queen Emma und Princess Beatrix (ehemalige niederländische Kanalfähren) mit 500 Mann Kommando-Truppen an der Operation Claymore gegen die Lofoten teil.
Am 24. November 1941 nahm die Bedouin an einer gemeinsamen Operation der Royal Navy und der sowjetischen Flotte teil, als sie mit dem Kreuzer Nigeria und dem Zerstörer Intrepid sowie den sowjetischen Zerstörern Gremjaschtschi und Gromky (Typ 7, 1939, 1587 ts, 4 × 130 mm) die nordnorwegische Küste nach deutschen Schiffen und Einrichtungen absuchten und Vardø beschossen. Die britischen Einheiten waren mit dem Nordmeergeleitzug PQ 3 nach Archangelsk gekommen.
Ende Dezember 1941 nahm das Schiff auch am zweiten Commando-Angriff auf die Lofoten (Operation Anklet) teil. Die Royal Navy setzte insgesamt einen Leichten Kreuzer, sechs Zerstörer, drei Minensucher, zwei Landungsschiffe, zwei U-Boote und ein Vermessungsschiff sowie zwei Tanker, einen Transporter und einen Schlepper ein. Dazu kamen noch zwei norwegische Korvetten und zwei polnische Geleitzerstörer. Gelandet wurden 300 Mann, davon 77 Norweger. Am 26. und 27. Dezember 1941 hielten sie die Städte Reine und Moskenes besetzt, um sich dann ohne Verluste mit 32 deutschen Gefangenen und einigen festgenommenen norwegischen Kollaborateuren (Quislinge) sowie 200 norwegischen Kriegsfreiwilligen wieder zurückzuziehen. Die Operation war gegenüber der gleichzeitigen Operation Archery in Vågsøy nur ein Ablenkungsmanöver.
Neben der Unterstützung der Landung ließ die Navy durch die Bedouin die Funkstation in Flakstadøy zerstören.
Am 5. März 1942 erfasste eine Focke-Wulf Fw 200 Condor den Geleitzug PQ 12 rund 70 sm südlich Jan Mayen, worauf am 6. das Schlachtschiff Tirpitz unter Vizeadmiral Ciliax mit vier Zerstörern von Trondheim in See ging, um den Konvoi anzugreifen. Die von den Briten entschlüsselten Meldungen über das Auslaufen der deutschen Schiffe ermöglichten Gegenmaßnahmen. Zur Deckungsgruppe mit den Schlachtschiffen Renown und Duke of York, einem Kreuzer und sechs Zerstörern lief der Hauptteil der Home Fleet unter Admiral Tovey mit dem Schlachtschiff King George V, dem Träger Victorious, einem Kreuzer und sechs Zerstörern, darunter die Bedouin.
Wegen schlechter Sichtverhältnisse fand die Home Fleet die Tirpitz nicht, aber auch die deutschen Schiffe fanden PQ 12 nicht, verfehlten aber knapp den nur von zwei Minensuchern und zwei Korvetten gesicherten Gegengeleitzug QP 8, der Zerstörer Friedrich Ihn versenkte lediglich den zurückgefallenen sowjetischen Frachter Isora (2815 BRT). Angriffe von Torpedo-Flugzeugen der Victorious gegen die Tirpitz, wie ein deutscher Angriff auf den Flugzeugträger blieben erfolglos. Am 11./12. März versuchten die Bedouin und die Zerstörer Eskimo, Tartar, Punjabi sowie Faulknor, Fury, Intrepid und Icarus die vor Bodø erwartete Tirpitz abzufangen, doch das Schlachtschiff verlegte erst in der folgenden Nacht von Narvik nach Trondheim.

### Das Ende derBedouin

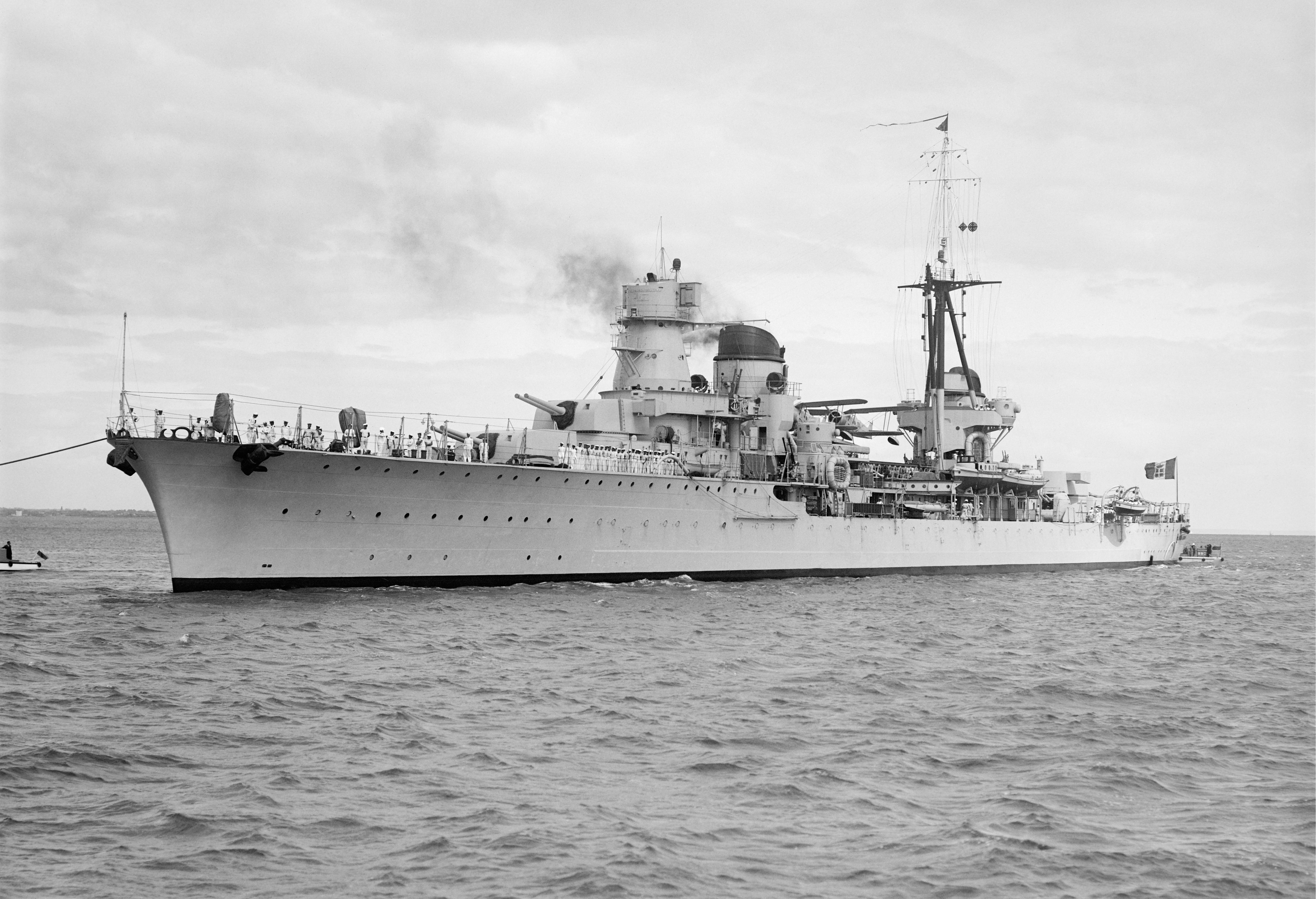
Die Raimondo Montecuccoli

Am 5. Juni 1942 wurde die Bedouin ins Mittelmeer abkommandiert. Dort war sie an der Operation Harpoon beteiligt. Sie gehörte mit dem Flakkreuzer Cairo, den Zerstörern Marne, Matchless, Partridge sowie der ursprünglich für die Türkei vorgesehenen Ithuriel und den Geleitzerstörern Blankney, Badsworth, Middleton sowie der polnischen Kujawiak zur Sicherungsgruppe des von Gibraltar mit fünf Transportern und einem Tanker nach Malta laufenden Westkonvois.
Am 15. Juni griffen südlich von Pantelleria die italienischen Kreuzer Raimondo Montecuccoli und Eugenio di Savoia mit fünf Zerstörern den Konvoi an und beschädigten die Bedouin und dann die Partridge, die sie zu schleppen versuchte, schwer. Die Bedouin wurde schließlich am 15. Juni 1942 von Savoia-Marchetti-SM.79-„Sparviero“-Torpedobombern auf der Position 36° 12′ 0″ N, 11° 38′ 0″ O versenkt. 28 Besatzungsmitglieder fielen beim Untergang, 213 wurden von dem italienischen Hospitalschiff Gradisca (13.870 BRT) gerettet und gerieten in Kriegsgefangenschaft.

Von den Transportern gelangten nur zwei, davon einer schwer beschädigt, nach Malta. Von den Sicherungsfahrzeugen sank die Kujawiak bei der Einfahrt nach Malta durch Minentreffer und Matchless und Badsworth wurden schwer sowie Cairo und Partridge leichter beschädigt.